# BlackBerry Torch
BlackBerry Torch è una serie di smartphone, costituita dai primi dispositivi a scorrimento e successivamente full touch (come il precedente BlackBerry Storm) di fascia alta degli smartphone di Research In Motion.

## Torch 9800 e 9810

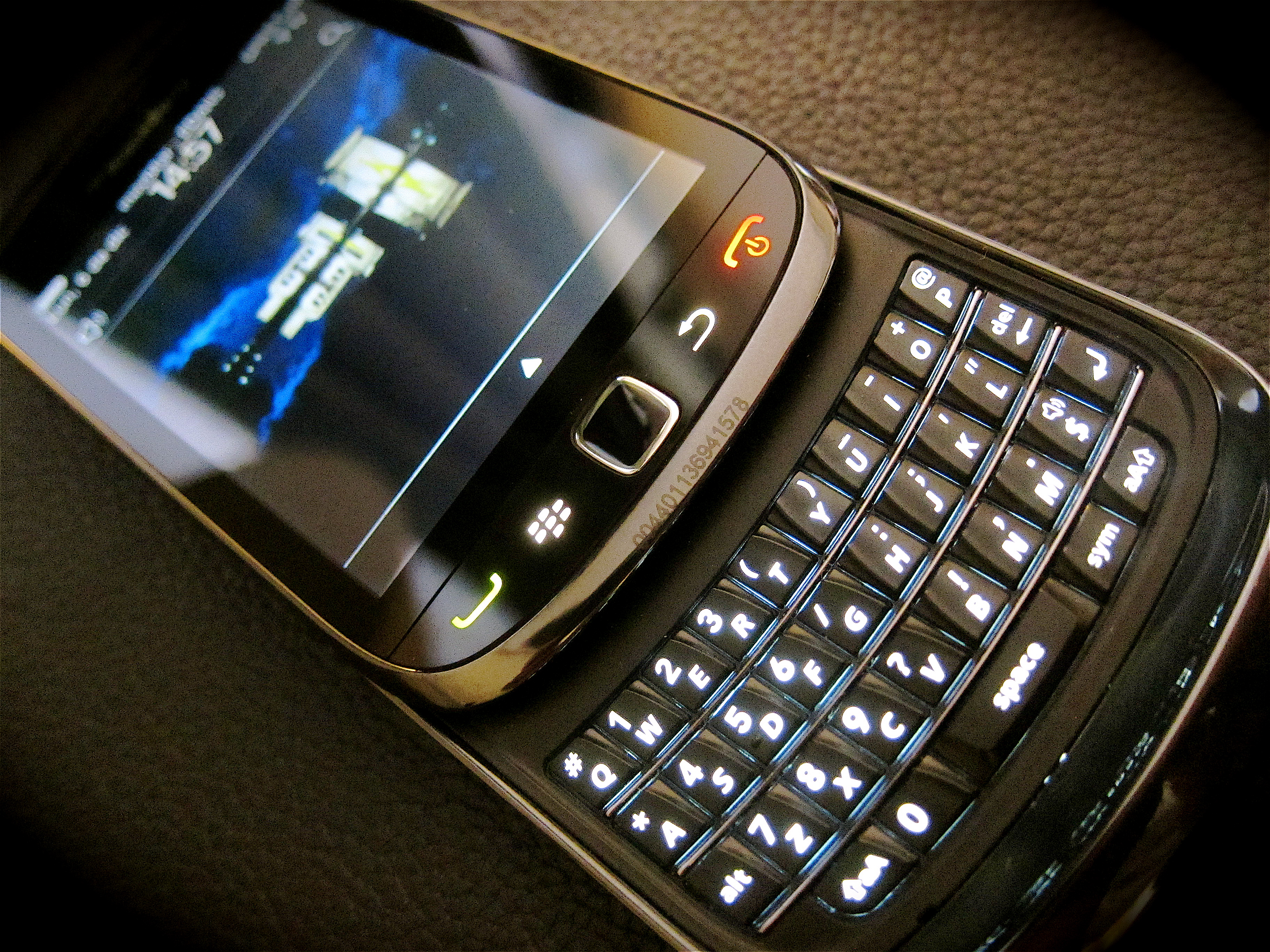
Torch 9800

Il 9800 e l'9810 furono i primi della serie Torch e debuttarono entrambi nell'agosto del 2010, inserendo la Blackberry nel segmento dei dispositivi a scorrimento.
I due modelli differiscono per il chipset e per i tagli di memoria, Le specifiche sono
:
Hardware
- Dimensioni: 110 x 62 x 14.6 mm
- Peso: 161,1 grammi
- Schermo: TFT, 24 bit/pixel
- Dimensioni dello schermo:
9800: 360 x 480 pixel, 3.2 inches
9810: 480 x 640 pixel, 3.2 inches
- Schermo tattile capacitivo
- Tipi di allarme: Vibrazione; Polifonica (64); MP3, MP4
- Vivavoce
- Jack audio da 3.5 mm
- Memoria interna
  - ROM:
9800 512 MB Flash EEPROM
9810 7630 MB Flash EEPROM
  - RAM:
9800 512 MB SDRAM
9810 768 MB SDRAM
- Slot microSD fino a 32 GB

Connettività
- 2G: GSM/GPRS/EDGE 850 / 900 / 1800 / 1900

- 3G Network: UMTS/HSDPA/HSUPA/HSPA+ 800 / 850 / 1900 / 2100 (per il modello 9810 anche la frequenza 900)
- Wi-Fi: IEEE 802.11 b/g/n
- Bluetooth: v2.1 con EDR
- USB: microUSB

Fotocamera
- Principale 5 megapixel, HD, 2592x1944 pixel, flash LED
- Registrazione video 1280x720
- Autofocus

Caratteristiche
- BlackBerry OS 7.1
- CPU:
9800: 624 MHz (Marvell PXA940)
9810: 1200 MHz (Qualcomm Snapdragon MSM8255T)
- Messaggistica: SMS, MMS, Email, IM
- Browser HTML
- Radio FM
- Giochi
- A-GPS
- Java
- Supporto audio
- Supporto video
- Organizer
- Promemoria vocali
- T9

Batteria
- Standard battery, Li-Ion 1270 mAh

## Torch 9850 e 9860
Il 9850 e l'9860 furono i secondi della serie Torch e debuttarono entrambi nell'agosto del 2011. I due modelli differiscono per le reti, il modello 9860 è pensato per l'Europa, mentre il modello 9850 per il mercato americano, con la possibilità di usufruire parzialmente delle reti europee.
Rispetto alla serie precedente non si trattano di terminali a scorrimento, ma di terminali full touch, esattamente come il precedente Storm, inoltre vengono utilizzati dei tasti fisici non integrati, altre specifiche sono
:
Hardware
- Dimensioni: 120 x 60 x 11.5 mm
- Peso: 135 grammi
- Tipo: TFT, 24 bit/pixel
- Dimensioni: 480 x 800 pixel, 3.7 pollici
- Schermo tattile capacitivo
- Tipi allarme: Vibrazione; Polifonica (64); MP3
- Vivavoce
- Jack audio da 3.5 mm
- Memoria interna
  - ROM: 3814 MB Flash EEPROM
  - RAM: 768 MB SDRAM
- Card slot: microSD fino a 32 GB

Connettività
- 2G Network: GSM/GPRS/EDGE 850 / 900 / 1800 / 1900

3G Network: (solo per il 9860 ad eccezione della frequenza 2100) UMTS/HSDPA/HSUPA 900 / 1700 / 2100

CDMA (solo per il 9850): 800 / 1900
- Wi-Fi: IEEE 802.11b/g/n
- Bluetooth: v2.1 con EDR
- USB: microUSB

Camera
- Principale 5 megapixel, 2560x1920 pixel, flash LED
- Registrazione video 1280x720
- Autofocus

Software
- OS: BlackBerry OS 7.1
- CPU: 1200 MHz (Qualcomm Snapdragon MSM8255T)
- Messaggistica: SMS, MMS, Email, IM
- Browser: HTML
- Radio:	No
- Giochi
- A-GPS
- Java
- Supporto audio
- Supporto video
- Organizer
- Promemoria vocali
- T9

Batteria
- Batteria agli ioni di litio da 1230 mAh